# Kenji Takahashi (fodboldspiller, født 1985)
Kenji Takahashi (født 1. januar 1985) er en tidligere japansk fodboldspiller.
Han har spillet for flere forskellige klubber i sin karriere, herunder Tokushima Vortis.